# Bethesda (Maryland)
Bethesda es un área no incorporada y un lugar designado por el censo al sur del condado de Montgomery en el estado de Maryland, en los Estados Unidos. Es un suburbio al noroeste de  Washington D. C.. Toma su nombre de una iglesia presbiteriana local, la Bethesda Meeting House (construida en 1820 y reconstruida en 1849), que a su vez tomó su nombre del Estanque de Betesda en Jerusalén. El campus principal de los Institutos Nacionales de Salud (NIH) y el Centro Médico Militar Nacional Walter Reed se ubican en la localidad, además de una serie de sedes corporativas y gubernamentales.
Al ser un área no incorporada, Bethesda no tiene fronteras oficiales. Según el censo de los Estados Unidos de 2020, la comunidad tenía una población total de 68 056.

## Historia

### Siglo XVII
Bethesda está localizada en una región que estaba habitada por las tribus Piscataway y Nacotchtank en la época de la colonización europea. El comerciante de pieles Henry Fleet se convirtió en el primer europeo en visitar la zona y llegó a ella navegando por el río Potomac. Permaneció con la tribu Piscataway de 1623 a 1627, ya sea como invitado o prisionero (los relatos históricos difieren). Fleet finalmente consiguió financiación para otra expedición a la región y luego se le concedieron derechos de propiedad sobre 2 000 acres de tierra en la naciente colonia y se convirtió en miembro de la legislatura colonial de Maryland. Las incursiones de los Seneca y Susquehannock dieron como resultado la creación de la división de Rangers de Maryland en 1694 para patrullar la frontera.

### Siglo XVIII
La mayoría de los colonos del Maryland colonial eran agricultores arrendatarios que pagaban el alquiler con tabaco, y los colonos continuaron expandiéndose más al norte en busca de tierras fértiles. Henry Darnall (1645-1711) examinó un área de 290 hectáreas (710 acres) en 1694, que se convirtió en la primera concesión de tierras en Bethesda. El cultivo de tabaco fue la principal forma de vida en Bethesda durante el siglo XVIII. La ciudad evitó entrar en acción durante la Guerra de Independencia de los Estados Unidos, aunque se convirtió en una región de suministro para la incipiente Armada Continental. El establecimiento de Washington D. C. en 1790 privó al condado de Montgomery de su centro económico en Georgetown, aunque el evento tuvo poco efecto en los pequeños agricultores de Bethesda.

### Siglo XIX
Entre 1805 y 1821, Bethesda se convirtió en una estación de paso rural después del desarrollo de la autopista de peaje de Washington y Rockville (la actual Maryland Route 355), que transportaba tabaco y otros productos entre Georgetown y Rockville, y al norte hasta Frederick. En 1862, creció un pequeño asentamiento alrededor de una tienda y una casa de peaje a lo largo de la autopista de peaje, conocida como "Darcy's Store", que lleva el nombre del propietario de la tienda, William E. Darcy. El administrador de correos Robert Franck cambió el nombre del asentamiento en 1871 en honor a Bethesda Meeting House, una iglesia presbiteriana construida en 1820. La iglesia se quemó en 1849 y fue reconstruida el mismo año a unos 91 m al sur, y su ubicación anterior se convirtió en el cementerio de Bethesda Meeting House.
Bethesda no se desarrolló más allá de un pequeño pueblo en el cruce de caminos durante el siglo XIX. Consistía en una herrería, una iglesia y una escuela, y algunas casas y tiendas. En 1852, el director general de correos estableció una oficina de correos en Bethesda y nombró al reverendo A. R. Smith su primer director de correos. Se estableció una línea de tranvía en 1890, la suburbanización aumentó a principios del siglo XX y Bethesda creció en población. Las comunidades situadas cerca de las líneas ferroviarias fueron las que crecieron más rápidamente durante el siglo XIX. Aun así, la producción en masa del automóvil puso fin a esa dependencia y los planificadores de Bethesda hicieron crecer la comunidad con la revolución del transporte en mente. Esto incluyó convertirse en un punto de parada clave para el ferrocarril de Baltimore y Ohio (Baltimore and Ohio Railroad, B & O) en su ramal de Georgetown completado alrededor de 1910 que iba desde Silver Spring hasta Georgetown, pasando por Bethesda en el camino. El ramal tenía un patio de almacenamiento allí y múltiples apartaderos que daban servicio a las industrias de Bethesda a principios del siglo XX. El sucesor de B & O, CSX Transportation, dejó de prestar servicio de trenes en la línea en 1985, por lo que el condado la transformó en un sendero en el movimiento de rieles a senderos. Las vías fueron retiradas en 1994 y la primera parte del sendero se abrió en 1998; se ha convertido en el sendero ferroviario más utilizado en los Estados Unidos, con un promedio de más de un millón de usuarios por año.